# راندي هولاند
راندي هولاند (بالإنجليزية: Randy Holland)‏ (و. 1951  م) هو لاعب بوكر كندي، ولد في كالغاري.